# Wurmbea saccata
Wurmbea saccata là một loài thực vật có hoa trong họ Colchicaceae. Loài này được T.D.Macfarl. & S.J.van Leeuwen miêu tả khoa học đầu tiên năm 1996.